# Marathon van Eindhoven 1982
De marathon van Eindhoven 1982 werd gelopen op 24 oktober 1982. Het was de derde editie van deze marathon. De wedstrijd werd gehouden wegens het 750-jarig bestaan van de stad. Het was de bedoeling dat dit evenement eenmalig plaats zou vinden, maar werd later, op verzoek van de lopers, een terugkerend evenement. In tegenstelling tot de edities van 1959 en 1960, mochten er nu ook vrouwen deelnemen aan de marathon.
De Belg Lucien Rottiers, uitkomende voor Koninklijke Atletiekclub Lebbeke, kwam als eerste over de streep in 2:16.27. De Noorse Sirri White, uitkomend voor Veteranen Nederland, schreef geschiedenis door als eerste vrouw aan te komen. Haar winnende tijd was 2:55.53. 

## Uitslagen

### Mannen
| rang   | naam              | land | tijd    |
| ------ | ----------------- | ---- | ------- |
| Goud   | Lucien Rottiers   | BEL  | 2:16.27 |
| Zilver | Peter Rusman      | NED  | 2:17.03 |
| Brons  | Leon Weyers       | NED  | 2:20.43 |
| 4      | Max van Wersch    | NED  | 2:21.03 |
| 5      | Frans van de Camp | NED  | 2:21.22 |
| 6      | Henk van Hoek     | NED  | 2:22.13 |
| 7      | Eddy Allonsius    | BEL  | 2:23.06 |
| 8      | Jos Van De Water  | BEL  | 2:23.55 |
| 9      | Wim Roelofs       | NED  | 2:24.16 |
| 10     | Kees de Haan      | NED  | 2:24.24 |

### Vrouwen
| rang   | naam             | land | tijd    |
| ------ | ---------------- | ---- | ------- |
| Goud   | Sirri White      | NOR  | 2:55.53 |
| Zilver | Plonie Scheringa | NED  | 2:57.50 |
| Brons  | Annie Rindt      | NED  | 2:59.07 |

1959 ·
1960 ·
1982 ·
1984 ·
1986 ·
1988 ·
1990 ·
1991 ·
1992 ·
1993 ·
1994 ·
1995 ·
1996 ·
1997 ·
1998 ·
1999 ·
2000 ·
2001 ·
2002 ·
2003 ·
2004 ·
2005 ·
2006 ·
2007 ·
2008 ·
2009 ·
2010 ·
2011 ·
2012 ·
2013 ·
2014 ·
2015 ·
2016 ·
2017 ·
2018 ·
2019 ·
2020 ·
2021 ·
2022 ·
2023 ·
2024 ·
2025